# Тоні Кукоч
Тоні Кукоч  (хорв. Toni Kukoč, 18 вересня 1968, Спліт, СФРЮ) — хорватський баскетболіст, олімпійський медаліст.

## Виступи на Олімпіадах
| Олімпіада      | Дисципліна | Місце |
| -------------- | ---------- | ----- |
| Сеул 1988      | баскетбол  | 2     |
| Барселона 1992 | баскетбол  | 2     |
| Атланта 1996   | баскетбол  | 7     |

## Нагороди і досягнення
- Член баскетбольної зали слави ФІБА з 2017 року
- Член баскетбольної зали слави імені Нейсміта з 2021 року